# (4829) Sergeste
(4829) Sergeste, désignation internationale (4829) Sergestus, est un astéroïde troyen jovien.

## Description
(4829) Sergeste est un astéroïde troyen jovien, camp troyen, c'est-à-dire situé au point de Lagrange L5 du système Soleil-Jupiter. Il présente une orbite caractérisée par un demi-grand axe de 5,141 UA, une excentricité de 0,051 et une inclinaison de 8,6° par rapport à l'écliptique.
Il est nommé en référence au personnage de la mythologie grecque Sergeste, acteur du conflit légendaire de la guerre de Troie.

## Compléments